# Thuès-Entre-Valls
Thuès-Entre-Valls (catalansk: Toès i Entrevalls) er en by og kommune i departementet Pyrénées-Orientales i Sydfrankrig.

## Geografi
Thuès-Entre-Valls ligger 67 km vest for Perpignan. Nærmeste byer er mod vest Fontpédrouse (5 km) og mod øst Canaveilles (7 km).

## Demografi

### Udvikling i folketal
| 1962                                                              | 1968 | 1975 | 1982 | 1990 | 1999 | 2007 | 2011 | 2017 |
| ----------------------------------------------------------------- | ---- | ---- | ---- | ---- | ---- | ---- | ---- | ---- |
| 53                                                                | 46   | 23   | 38   | 48   | 41   | 36   | 32   | 37   |
| Tal fra og med 1962 er uden dobbelttælling (sans doubles comptes) |      |      |      |      |      |      |      |      |